# Caleb Cain Marcus
Caleb Cain Marcus (* 1978 bei Telluride (Colorado)) ist ein amerikanischer Fotograf.

## Leben
Marcus machte seinen Abschluss als Master of Fine Arts (MFA) an der Columbia University in New York City.
Marcus lebt und arbeitet in New York City. Seine Fotografien befinden sich in verschiedenen öffentlichen und privaten Museen, so zum Beispiel im Museum of the City of New York, in der Cooper Union, New York, der Georgetown University, Washington, D.C., dem Norton Museum of Art, Palm Beach und der Cohen Collection.
Seit dem Jahre 2006 wurden seine Fotos in zwei Sammelbänden veröffentlicht. Seine erste Monografie erschien 2010 in Bologna.

## Auszeichnungen
- 2010: International Photography Award in der Sparte Bücher.
- 2006: Double Elephant Edition, Sparte Portfolio.

## Ausstellungen
- 2013: A Portrait of Ice, The Ross Art Museum, Delaware (Ohio); danach 2014: National Academy of Sciences, Washington, D.C., USA

## Veröffentlichungen
- Mit einem Vorwort von Robert Frank, The Silent Aftermath of Space, Damiani, Bologna, Italien, ISBN 978-88-6208-112-2.[1]
- Mit Text von Marvin Helferman und Robin Ball: A Portrait of Ice. Damiani, Bologna 2012, Italien, ISBN 978-88-6208-234-1.